# 마르크 알렉상드르
마르크 알렉상드르(프랑스어: Marc Alexandre, 1959년 10월 30일~)는 프랑스의 은퇴한 유도 선수이다. 1984년 하계 올림픽에서 동메달, 1988년 하계 올림픽에서 금메달을 획득하였다.

## 경력
파리에서 태어난 알렉상드르는 1982년에 프랑스 유도 국가대표로 발탁되었다. 그 해 1월에 열린 파리 투어에서 3위에 올랐으며, 브라질 상파울루에서 열린 세계 군인 선수권 대회에서 핀란드의 에사 카코를 누르고 우승을 차지했다. 1984년 미국 로스앤젤레스에서 열린 1984년 하계 올림픽에서 오스트리아의 요제프 라이터와 함께 -65kg급 동메달을 획득하였다.
1987년 서독 에센에서 열린 세계 선수권 대회에서 미국의 마이클 스웨인의 뒤를 이어 준우승을 차지했으며, 1988년 서울에서 열린 1988년 하계 올림픽에서는 -71kg급 결승전 진출에 성공하여 동독의 스벤 롤을 꺾고 금메달을 획득하였다.